# Гатин, Фаат Аграфович
Фаат Аграфович Гатин (род. 10 сентября 1966, Казань) — советский и российский боксёр, чемпион и призёр чемпионатов СССР, серебряный призёр чемпионата Европы, мастер спорта СССР международного класса. Родился и живёт в Казани. Окончил Камский государственный институт физической культуры (1991) и Казанский государственный университет имени В. И. Ульянова-Ленина (2012). Кандидат педагогических наук.

## Спортивные результаты
- Чемпионат СССР по боксу 1989 — ;
- Чемпионат СССР по боксу 1990 — ;
- Чемпионат СССР по боксу 1991 — ;
- Чемпионат СНГ по боксу — ;